# Homme qui marche I
Pour les articles homonymes, voir L'Homme qui marche.
Homme qui marche I est une sculpture en bronze d’Alberto Giacometti créée en 1960.

## Description de l'œuvre
Après avoir créé en 1948 une première version d'un Homme qui marche, Alberto Giacometti réalise en 1960 trois nouvelles versions : Homme qui marche I, Homme qui marche II, et Homme qui marche III. Sur ces 3 versions, le buste de l'homme n'est pas incliné de la même façon et leur hauteur totale varie. Chacune des deux premières versions a été reproduite en bronze (dix exemplaires originaux de Homme qui marche I et neuf de Homme qui marche II). En revanche la troisième n'a jamais été moulée.

### Propriétaires successifs
L'exemplaire vendu le 3 février 2010 est le seul qui ne figure pas dans la collection d'un grand musée.
Voici ses propriétaires successifs.
- Galerie Maeght, Paris
- Sidney Janis Gallery, New York (depuis décembre 1960)
- M. et Mme Isidore M. Cohen, New York (depuis 1962)
- M. Milton Ratner, New York
- Sidney Janis Gallery, New York (depuis 1980)
- Dresdner Bank AG, Francfort (depuis 1980)
- Commerzbank AG, Francfort (depuis le 11 mai 2009)
- Collection privée de Lily Safra (depuis le 3 février 2010)

## Homme qui marche I
Il existe dix épreuves en bronze de cette pièce :
trois épreuves institutionnelles inaliénables
- marquée "FONDATION MAEGHT" : Fondation Maeght, Saint-Paul-de-Vence, France
- marquée "UNESCO" : United Nations Educational, Scientific and Cultural Organisation, Paris, France
- marquée "FONDATION A. A. GIACOMETTI" : Fondation Alberto et Annette Giacometti, Paris, France

sept épreuves numérotées
- 0/6 : épreuve d'artiste
- 1/6 : Carnegie Museum of Art, Pittsburgh, États-Unis
- 2/6 : Collection privée de Lily Safra (vente record du 3 février 2010 chez Sotheby's)
- 3/6 : Galerie d'art Albright-Knox, Buffalo, États-Unis
- 4/6 : ?
- 5/6 :
- 6/6 : Tehran Museum of Contemporary Art, Téhéran, Iran.

dont
- deux non localisées

## Homme qui marche II
Il existe neuf épreuves de cette œuvre : 
- 0/6 : épreuve d'artiste
- 1/6 : National Gallery of Art, Washington, États-Unis
- 2/6 : Art Institute of Chicago, Chicago, États-Unis
- 3/6 : ?
- 4/6 : Fondation Beyeler, Riehen, Suisse
- 5/6 : Herbert F. Johnson Museum of Art, Ithaka N.Y., États-Unis
- 6/6 : Musée Kröller-Müller, Otterlo, Pays Bas.

Deux épreuves institutionnelles :
- marquée ”FONDATION MAEGHT” : Fondation Marguerite et Aimé Maeght, Saint-Paul-de-Vence, France
- marquée ”MUSÉE LOUISIANA” : Musée d'Art moderne Louisiana, Humlebæk, Danemark

## Homme qui marche III
Homme qui marche III appartient à la Fondation Giacometti et fut exposé durant l'exposition Picasso Giacometti, au musée Picasso de Paris, d'octobre 2016 à février 2017.